# Lane 8
Даніель Гольдштейн (англ. Daniel Goldstein, 27 жовтня 1990, Сан-Франциско, Каліфорнія), більш відомий під сценічним псевдонімом Lane 8 — американський діджей і музичний продюсер у жанрі електронної музики. Здобув популярність завдяки композиціям і реміксам у стилі діп-хаус та прогресив хаус.

## Історія
Псевдонім The Lane 8 з'являється тоді, коли Даніель творить гаражну рок-музику разом з сестрою . Дещо пізніше зазнавши впливу Pete Rock та DJ Premier він експериментує з хіп-хоп ритмами. З якоїсь причини у 2012 році «Lane 8 віднаходить свій ритм поміж пульсуючою електронікою та незвичним стилем глітч-попу», що допомагає йому з'явитись в полі уваги виконавчого A&R директора Anjunadeep Jody Wisternoff.
У 2013 році він розпочав співпрацю з лейблом Anjunadeep. Попередньо він визначив свою музику як «dreamy back rub house.»
Pete Tong іменує Lane 8 «Майбутньою зіркою», а Dancing Astronaut зарахувало його до "25 авторів вартих уваги 2015".

## Кар'єра
17 липня 2015 року Lane 8 випускає свій дебютний студійний альбом "Rise" на Anjunadeep. Альбом включає в себе вокал Solomon Grey, Patrick Baker, Matthew Dear, Lulu James та Ara Scott.
У 2016 Даніель розпочав своє турне "This Never Happened", головною особливістю якого стала заборона відвідувачів на користування мобільними телефонами. У тому ж році заснував свій власний лейбл звукозапису з аналогічною назвою "This Never Happened".
19 січня 2018 року вийшов другий студійний альбом "Little by Little" для цифрових магазинів на лейблі This Never Happened.
10 січня 2020 Lane 8 випустив свій третій студійний альбом "Brightest Lights". У альбомі, з посеред інших, з'являється також американський синт-поп гурт POLIÇA.
21 січня 2022 року вийшов четвертий студійний альбом Reviver. Як і минулий альбом, реліз відбувся на лейблі This Never Happened. Співавторами декількох треків виступили також Solomon Grey та Arctic Lake.

## Дискографія

### Студійні альбоми
- Rise (2015)
- Little by Little (2018)[7]
- Brightest Lights (2020)[8]
- Reviver (2022)

### Реміксові альбоми
- Rise (Remixed) (2016)
- Little by Little (Remixed) (2018)
- Brightest Lights (Remixed) (2020)
- Reviver (Remixed) (2022)

### Збірки
- Rise (Live & In Session) (Anjunadeep / April 1, 2016)

### Міні-альбоми
2020
- Cross Pollination [This Never Happened]

2018
- Bluebird / Duchess [This Never Happened]

2016
- Divina / Crush [This Never Happened]
- Midnight [Suara Music]

2014
- Diamonds / Without You [Anjunadeep]
- The One [Anjunadeep]

### Сингли
2021
- «Oh, Miles» (featuring Julia Church) [This Never Happened][9]

2020
- «Buggy» (with Yotto) [Odd One Out][10]
- «Shatter» (with Otr) [This Never Happened][11]
- «Run» (with Kasablanca) [This Never Happened][12]
- «Matcha Mistake» (with Kidnap) [This Never Happened][13]
- «Keep On» [Anjunadeep][14]
- «Out of Sight» (featuring Hexlogic) [This Never Happened][15]
- «Roll Call» (with Anderholm) [This Never Happened][16]
- «Bear Hug» [This Never Happened][17]
- «Road» (featuring Arctic Lake) [This Never Happened][18]

2019
- «Just» [This Never Happened][19]
- «Yard Two Stone» (featuring Jens Kuross) [This Never Happened][20]
- «The Gift» [This Never Happened][21]
- «Don't Let Me Go» (featuring Arctic Lake) [This Never Happened][22]
- «Sunday Song» [This Never Happened][23]
- «Brightest Lights» (with Poliça) [This Never Happened][24]
- «I / Y» (with Yotto) [This Never Happened][25]
- «Feld / Anthracite» [Anjunadeep][26]
- «Visions» (with Rbbts) [This Never Happened][27]

2018
- «The Disappearance of Colonel Mustard» [This Never Happened][28]
- «Let Me» (with Avoure) [This Never Happened][29]
- «Stir Me Up» [This Never Happened]
- «Coming Back to You» (featuring J.F. July) [This Never Happened]

2017
- «Atlas» [This Never Happened]
- «No Captain» (featuring Poliça) [This Never Happened]
- «March of the Forest Cat» [This Never Happened]
- «Little Voices» [This Never Happened]
- «Aba» (with Kidnap) [Anjunadeep]

2016
- «In My Arms» [This Never Happened]
- «With Me» [This Never Happened]
- «Fingerprint» [This Never Happened]

2015
- «Undercover» (featuring Matthew Dear) [Anjunadeep]
- «Loving You» (featuring Lulu James) [Anjunadeep]
- «Hot As You Want» (featuring Solomon Grey) [Anjunadeep]
- «Ghost» (featuring Patrick Baker) [Anjunadeep]

2014
- «I Got What You Need (Every Night)» (featuring Bipolar Sunshine) [Anjunadeep]

2013
- «Be Mine» [Anjunadeep]

### Ремікси
- Clozee — «Neon Jungle» (Lane 8 Remix) (Odyzey Music / October 9, 2020)[30]
- Virtual Self — «Ghost Voices» (Lane 8 Remix) (Self-released / February 12, 2019)[31]
- RUFUS — «Innerbloom» (Lane 8 Remix) (Sweat It Out / October 21, 2016)
- deadmau5 — «Strobe» (Lane 8 Remix) (mau5trap / September 23, 2016)
- Icarus featuring Aurora — «Home» (Lane 8 Remix) (FFRR / May 13, 2016)
- Solomon Grey — «Miradors» (Lane 8 Remix) (Anjunadeep / November 13, 2015)
- Maribou State — «Wallflower» (Lane 8 Remix) (Anjunadeep / September 4, 2015)
- Walking Shapes — «In The Wake» (Lane 8 Remix) (No Shame / July 17, 2015)
- ODESZA — «Bloom» (Lane 8 Remix) (Anjunadeep / February 9, 2015)
- Eric Prydz — «Liberate» (Lane 8 Remix) (Virgin / July 27, 2014)
- Above & Beyond featuring Alex Vargas — «Sticky Fingers» (Lane 8 Remix) (Anjunabeats / May 19, 2014)
- Josh Record — «Pictures In The Dark» (Lane 8 Remix) (Virgin Records / April 4, 2014)
- Daughter — «Youth» (Lane 8 Remix) (Free Download)
- Le Youth — «C O O L» (Lane 8 Remix) (Ultra / July 2, 2013)
- Spandau Ballet — «True» (Lane 8 Edit) (Free Download)
- Chris Isaak — «Wicked Game» (Lane 8 Edit) (Free Download)
- Mike Mago — «The Show» (Lane 8 Remix) (TBD / TBD)
- Snowden — «The Beat Comes» (Lane 8 Remix) (Serpents and Snakes / October 22, 2012)

### DJ мікси
- The Anjunadeep Edition 28
- The Anjunadeep Edition 64
- The Anjunadeep Edition 176
- The Anjunadeep Edition 214
- Winter 2013 Mixtape
- Spring 2014 Mixtape
- Summer 2014 Mixtape
- Fall 2014 Mixtape
- Winter 2014 Mixtape
- Spring 2015 Mixtape
- Fall 2015 Mixtape
- Winter 2015 Mixtape
- Spring 2016 Mixtape
- Summer 2016 Mixtape
- Fall 2016 Mixtape
- Winter 2016 Mixtape
- Spring 2017 Mixtape
- Summer 2017 Mixtape Part 1
- Summer 2017 Mixtape Part 2
- Fall 2017 Mixtape
- Winter 2017 Mixtape
- Spring 2018 Mixtape
- BBC Radio 1 Essential Mix
- Fall 2018 Mixtape
- Winter 2018 Mixtape
- Spring 2019 Mixtape
- Summer 2019 Mixtape
- Fall 2019 Mixtape
- Halloween 2019 Mixtape
- Winter 2019 Mixtape
- Spring 2020 Mixtape[32]
- Summer 2020 Mixtape
- Fall 2020 Mixtape
- Winter 2020 Mixtape
- Spring 2021 Mixtape
- Summer 2021 Mixtape
- Fall 2021 Mixtape
- Winter 2021 Mixtape
- Spring 2022 Mixtape
- Summer 2022 Mixtape
- Fall 2022 Mixtape
- Winter 2022 Mixtape
- Spring 2023 Mixtape

## Дивитись також
- Anjunabeats